# Tanchum bar Chijja
Tanchum bar Chijja war ein Amoräer der dritten Generation in Palästina und lebte und wirkte im dritten und vierten nachchristlichen Jahrhundert.
Er stammte aus Kefar Akko, wohnte in 	Tiberias, war Schüler des Simon ben Pazzi und in Verkehr mit Assi und Chanina b. Pappai.